# 北海道札幌聾学校
北海道札幌聾学校（ほっかいどう さっぽろろうがっこう）は、北海道札幌市北区北26条西12丁目にある道立聾学校。
昭和20-30年代、北海道札幌聾学校中学部サッカー部は全国大会等優勝回数を誇る名門校であった。
また、聴覚障害のあるスキージャンプ選手高橋竜二はこの学校の出身。

## 指導科構成
- 乳幼児相談室
- 幼稚部
- 小学部
- 中学部

## 沿革
- 1948年 - 開校
- 1970年 - 北海道高等聾学校の新設により、高等部廃止
- 1993年 - 現在地に移転

## 通学区域
札幌市、小樽市、夕張市、岩見沢市、美唄市、芦別市、江別市、赤平市、三笠市、千歳市、滝川市、砂川市、歌志内市、恵庭市、北広島市、石狩市、当別町、新篠津村、島牧村、寿都町、黒松内村、蘭越町、ニセコ町、真狩村、留寿都村、喜茂別町、京極町、倶知安町、共和町、岩内町、泊村、神恵内村、積丹町、古平町、仁木町、余市町、赤井川村、南幌町、奈井江町、上砂川町、由仁町、長沼町、栗山町、月形町、浦臼町、新十津川町 